# BSG Einheit Rostock
Die BSG Einheit Rostock war eine deutsche Betriebssportgemeinschaft aus Rostock, deren Fußballsektion  bis 1969 existierte. Heimstätte der Einheit war das Volksstadion Rostock. Erfolgreichste Sparte war die Hockeysektion, die im Jahr 1952 DDR-Hockeymeister wurde.

## Sektion Fußball
Einheit Rostock wurde 1945 unter der Bezeichnung SG Rostock-Süd gegründet. Rostock-Süd spielte bereits ab 1947 für zwei Spielzeiten in der Landesliga Mecklenburg-Ost, die zu diesem Zeitpunkt neben anderen Landesligen die höchste Spielklasse in der Sowjetischen Besatzungszone darstellte. 1950 wurde die Sportgemeinschaft in die BSG Einheit Rostock umgewandelt. Die Stadtverwaltung Rostock unterstützte die Betriebssportgemeinschaft als Trägerbetrieb, die BSG wurde in der Folgezeit wie alle Mannschaften der zentralen Sportvereinigung Staatliche Verwaltung unter der Bezeichnung „Einheit“ geführt.
Mit der Auflösung der Länder und der gleichzeitigen Bildung des Bezirkes Rostock wurde Einheit Rostock 1952 Gründungsmitglied der drittklassigen Fußball-Bezirksliga Rostock. Bereits in der Auftaktsaison wurde Einheit Rostock Bezirksmeister, der Aufstieg in die neu gegründete II. DDR-Liga gelang den Mecklenburgern zusammen mit den Bezirksligakontrahenten Motor Stralsund und Vorwärts Rostock aber erst 1957. In der II. DDR-Liga startete Einheit mit einem vierten Rang, musste aber bereits 1959 mit knappen Rückstand auf Chemie Schmöckwitz die Drittklassigkeit wieder verlassen.
Durch das gute Abschneiden in den Bezirkspokalwettbewerben konnte sich Einheit Rostock dreimal für den DDR-weiten FDGB-Pokalwettbewerb qualifizieren. In den Jahren 1956, 1959 und 1962 wurde die zweite Pokalrunde erreicht. Insgesamt absolvierten die Rostocker drei Spiele um den DDR-Fußballpokal.
Die Bezirksliga hielt Einheit Rostock noch bis 1966. Analog zu Einheit Spremberg oder Einheit Brandenburg war die finanziell eher schwach ausgestattete Sportvereinigung Einheit auch in Rostock nicht in der Lage, die BSG dauerhaft in höheren Ligen zu halten. 1969 wurde der Spielbetrieb eingestellt, die Mannschaft trat Motor Rostock bei.

## Statistik
| Endstand II. DDR-Liga | Endstand II. DDR-Liga | Endstand II. DDR-Liga | Endstand II. DDR-Liga |
| --------------------- | --------------------- | --------------------- | --------------------- |
| Jahr                  | Platz                 | Tore                  | Punkte                |
| 1958                  | 04                    | 47:37                 | 30:22                 |
| 1959                  | 14                    | 32:55                 | 21:31                 |

| FDGB-Pokalspiele | FDGB-Pokalspiele                                                                     | FDGB-Pokalspiele |
| ---------------- | ------------------------------------------------------------------------------------ | ---------------- |
| 1949/50          | Einheit Rostock – Einheit Meerane                                                    | 1:3              |
| 1954/55          | Einheit Rostock – Motor Mitte Magdeburg                                              | 1:2              |
| 1962/63          | Einheit Rostock – Lokomotive Wittenberge Einheit Rostock – Motor Warnowwerft Rostock | 8:0 2:4          |

## Personen
- Wolfgang Barthels, zweifacher DDR-Nationalspieler und Oberligaspieler bei Hansa Rostock, war 1954 Nachwuchsspieler bei Einheit
- Jürgen Heinsch, siebenfacher Nationaltorwart und Torwart der Oberligamannschaft von Hansa Rostock, gehörte bis 1955 zum Einheit-Nachwuchs
- Horst Mann war 1954 Leichtathlet bei Einheit, später DDR-Meister im 400-m-Lauf und Olympiateilnehmer 1956
- Eberhard Schenk begann bei Einheit als Leichtathlet und wurde später zweimal DDR-Meister im Hürdensprint
- Herbert Zwahr führte die Fußballmannschaft von Einheit Rostock 1957 als Trainer in die II. DDR-Liga und war vorher Oberligaspieler in Lauter und bei Empor Rostock